# Proprioseiopsis temperellus
Proprioseiopsis temperellus är en spindeldjursart som först beskrevs av Denmark och Muma 1967.  Proprioseiopsis temperellus ingår i släktet Proprioseiopsis och familjen Phytoseiidae. Inga underarter finns listade i Catalogue of Life.